# Мандра (град)
Вижте пояснителната страница за други значения на Мандра.
Мандра (на гръцки: Μάνδρα) е градче в Южна Гърция, разположено на полуостров Атика, център на дем Мандра-Идилия. Има 10 947 жители.

## Личности
Родени в Мандра
- Александрос Сакелариу (1889 – 1982), гръцка адмирал и политик
- Николаос Рокас (1870 – 1947), гръцки офицер и революционер